# Böllinger Bach
Der Böllinger Bach ist ein insgesamt etwa ostsüdöstlich fließender Bach durch den östlichen Kraichgau im baden-württembergischen Land- und Stadtkreis Heilbronn, der nach einem auf dem Hauptstrang 17 Kilometer langen Lauf gegenüber von Neckarsulm von links in den mittleren Neckar mündet.

## Name
Der Hauptstrang des Böllinger Bachs wechselt jeweils an einem größeren Zufluss dreimal den Namen, er entspringt als Krebsbach, läuft nach Aufnahme der ersten größeren Oberlaufzuflüsse als Treschklinger Bach weiter, um dann nach einem weiteren Abschnitt, auf dem er Grundelbach heißt, schließlich auf dem Unterlauf seinen Hauptnamen Böllinger Bach zu führen. Der Name ist vom ehemals selbständigen Dorf Böllingen abgeleitet, das im Laufe der Geschichte teilweise abging und von dem heute noch der Altböllinger Hof am Ufer des Unterlaufs und ein später neugegründeter Neuböllinger Hof geblieben sind, beide heute zum Stadtteil Neckargartach von Heilbronn gehörig.
Der Bach wurde früher, wie der Ort am Beginn des Unterlaufs, auch Biberach genannt.

## Geographie

### Oberläufe
Der Böllinger Bach entsteht im Kraichgau aus einem Büschel von Oberläufen, die zwischen Kirchardt im Südwesten und Bad Rappenau im Nordosten  an der wenig markanten Wasserscheide zum Elsenz-Flusssystem entstehen. Als Hauptstrang-Oberlauf gilt der Krebsbach, der westnordwestlich des Bad Rappenauer Teilorts Treschklingen wenig vor dem Forlenwald etwa auf 266 m ü. NHN entspringt. Nach einem kleinen anfänglichen Rechtsbogen läuft dieser Quellbach südostwärts auf Treschklingen zu, durchquert es, nimmt einen kleineren Zulauf von links auf und vereint sich dann mit dem rechten Steinbach, der aus einer Flurschneise im Westen zwischen dem Steinbachwald im Süden und dem Ilmenwald im Norden zuläuft. Wenige Schritte vor dem Zusammenfluss nimmt der Steinbach noch den mittleren Rohrwiesenbach auf, der im Ilmenwald seinen etwas südwestlich an Treschklingen vorbeiführenden Lauf beginnt. Die drei Quellbäche unterscheiden sich in ihrem Einzugsgebiet und vor allem ihrer Länge nicht sehr.
Mit ihrer Vereinigung entsteht der Treschklinger Bach, der nun weniger geradlinig als die Quellbäche und von einer Galerie begleitet durch die Flur ostsüdöstlich weiterläuft, von der L 549 Bad Rappenau–Fürfeld gequert wird und dann am Südwestrand den Rappenauer Teilort Bonfeld tangiert. Am Südrand des Schlossparks von Bonfeld läuft von Westen kommend der Fürfelder Bach zu, der im Westen in der von der B 39 genutzten Flurbrücke zwischen Kirchardt und dem danach von ihm auf Ostlauf durchzogenen Fürfeld entsteht. Auch der Fürfelder Bach ist wiederum ein dem Hauptstrang bis hierher fast gleichgewichtiger Oberlauf, ab seiner Zumündung heißt der vereinte Bach dann Grundelbach.

### Mittellauf
Der Grundelbach fließt zunächst östlich durch Bonfeld, dessen größerer und älterer Teil am linken Hang liegt. Dem östlichen Siedlungsrand folgend, mündet ihm dann der Seelesbach an der Brücke der talquerenden L 1107 zu, der am Rand einer Waldinsel im Nordnordwesten dem Erlenbrunnen entspringt. Unmittelbar danach passiert der Grundelbach am linken Ufer die Bonfelder Obere Mühle und nach einem Abschnitt durch die Flur die Untere Mühle, an der ein vorher abgezweigter linker Mühlkanal zurückläuft. Sie liegt schon gegenüber dem Talhang des Waldgebietes Seebuckel, das den Bach nun fast zwei Kilometer lang rechts begleitet. Dreihundert Meter unterhalb der Mühle setzt am Zulauf des von Norden kommenden Grasbachs, der entlang der Grenze zum Stadtgebiet von Bad Wimpfen naht, hinter welcher unmittelbar der Bonfelder Wald beginnt, am linken Hang ebenfalls Bewaldung ein. Der Bach läuft nun schlingenreich und von der K 9560 begleitet in einer oft nur fünfzig Meter breiten Flurschneise nach Südosten durch Heilbronner Stadtgebiet.
Wenig vor dem folgenden Zulauf des Michelbachs wiederum von links setzt der Wald an den Hängen und darüber völlig aus, ab diesem Zufluss heißt der Bach nun bis zuletzt Böllinger Bach.  Er ist hier nur noch wenig von Biberach entfernt, in dessen Siedlungszone er nahe der Alten Mühle eintritt. Am anderen Ortsende läuft der Kimbach zu, teils auch Kühnbach genannt, der wie schon zuvor der Michelbach im Norden im Gebiet der Stadt Bad Wimpfen entspringt. Hier erreicht der Böllinger Bach seinen unteren Abschnitt.

### Unterlauf

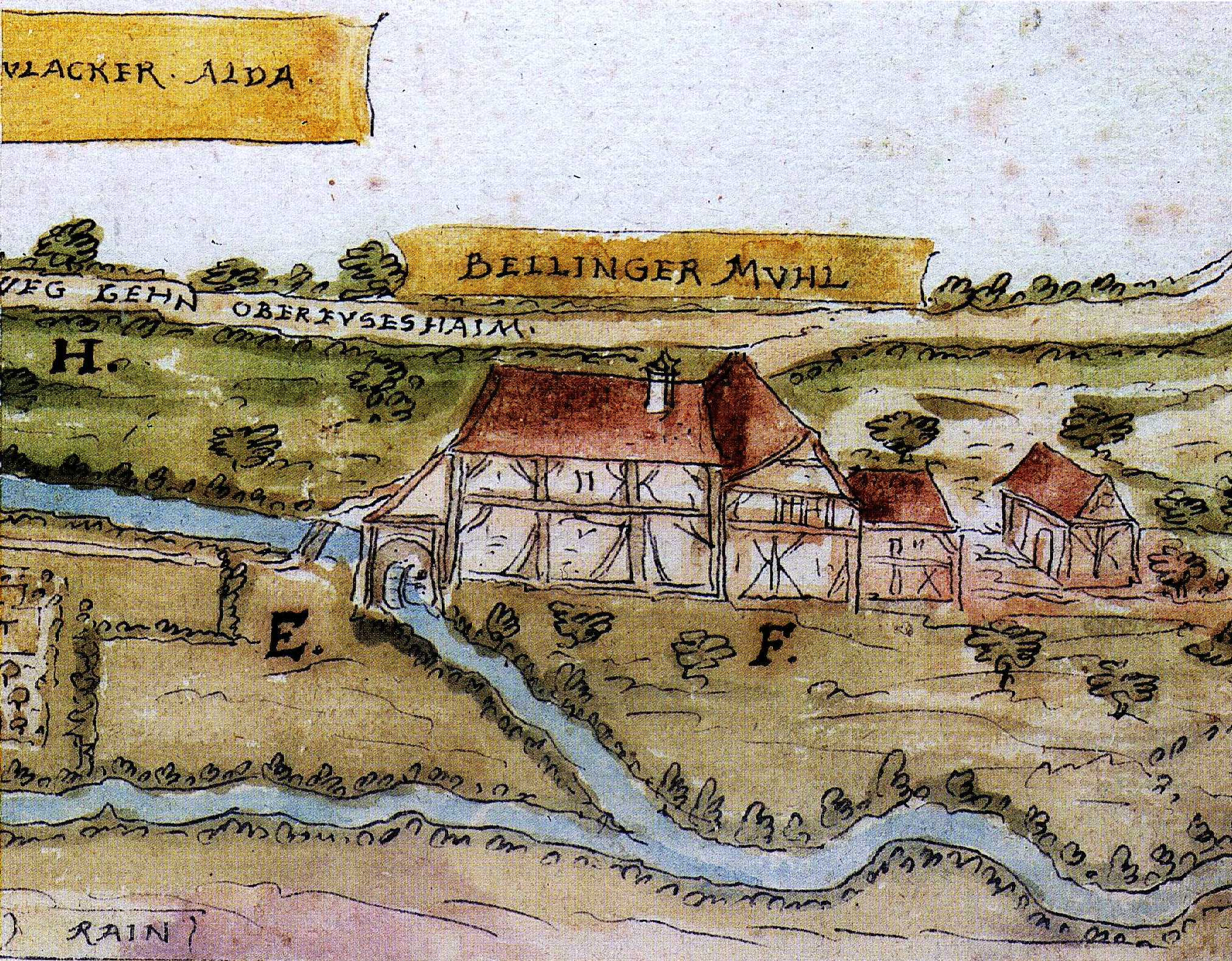
Die Böllinger Mühle auf einer Darstellung von 1619

Auf dem Unterlauf tritt gleich zu Anfang zur genannten Kreisstraße hinzu die A 6 ins nun fast ostwärts ziehende Tal ein. Der Bach passiert hier ein großes Industriegebiet auf dem niedrigen rechten Randhügel, das sich zwischen dem Neuböllinger Hof in Hügellage und dem Altböllinger Hof mit der Böllinger Mühle am Lauf erstreckt. Weniger als fünf Kilometer unterhalb des Kimbachzulaufs tritt er dann bei Heilbronn-Neckarau in die linke Aue des Neckars ein und nähert sich dem Fluss gegenüber dem Steinkohlekraftwerk Heilbronn bis auf fünfzig Meter. Dann knickt er, statt wie früher hier zu münden, nach Nordosten ab und zieht auf der Diagonale eines Neckarbogens durch die Flussaue, wobei er unter deren langer Heilbronner Talbrücke die A 6 quert. Wenig abwärts des Stauwehrs, an dem der Neckarkanal Kochendorf rechts vom Fluss abgeht, mündet er dann auf etwa 142,8 m ü. NHN östlich von deren Stadtteil Obereisesheim am linken Talrand und gegenüber einer großen Industriezone der Stadt Neckarsulm von links in den mittleren Neckar.
Hier hat der Bach ab der Quelle des Krebsbachs eine Länge von 16,9 km erreicht, auf welchen er um etwa 123 Höhenmeter gefallen ist. Das mittlere Sohlgefälle liegt also bei etwa 7,2 ‰.

### Einzugsgebiet
Der Böllinger Bach hat ein Einzugsgebiet von 50,0 km² Größe. Es hat eine fast langrechteckige Kontur und erstreckt sich etwa 14 km weit ostsüdöstlich von etwas oberhalb der Quelle des  Rohrwiesenbachs bis zum Neckarbogen nördlich des Heilbronner Hafengeländes. Der Hauptstrang läuft darin etwa mittig zwischen linker und rechter Wasserscheide.
Jenseits der linken Wasserscheide läuft anfangs nahe parallel der obere Mühlbach durch Bad Rappenau, der sich danach nach Norden durchs Fünfmühlental zum abwärtigen Neckar kehrt und dabei als unmittelbarer Konkurrent auf der anschließenden nordöstlichen Wasserscheide von kleineren Bächen zum Neckar abgelöst wird, vom Bach durch die Klinge gegenüber von Offenau über zwei kleine Wasserläufe auf Bad Wimpfener Stadtgebiet bis hin zum Untereisesheimer Mühlbach und dem Obereisesheimer Riedbach, der wenig abwärts des Böllinger Bachs selbst in den Fluss mündet.
Anschließend grenzt an der rechten Wasserscheide schon dicht oberhalb der Böllinger-Bach-Mündung erst im Südosten, dann im Süden das große Einzugsgebiet der wenig aufwärts in den Neckar mündenden Lein an, die erst selbst konkurriert, dann über ihre großen Zuflüsse Rotbach und weiter aufwärts Massenbach bzw. über deren eigene Kleinbachzuläufe.
Auf der anderen Seite der kurzen Wasserscheide am Westrand des Einzugsgebietes fließen die Bäche zur Elsenz, meist über den Berwanger Bach, ganz zuletzt an der Nordwestspitze auch auf einem kurzen Abschnitt über den Insenbach sowie über nacheinander Krebsbach (ein anderer!) und Schwarzbach.
Hier an der Wasserscheide im Nordwesteck des Einzugsgebietes nördlich und westlich von Treschklingen liegen auch dessen größte Höhen. Auf einem der oft namenlosen kleinen Hügel des Kraichgaus wird im Forlenwald nahe dem Ursprung des höchsten Oberlaufs Krebsbach einmal kurz das Höhenniveau von 290 m ü. NHN überschritten. An der gesamten westlichen Wasserscheide zur Elsenz liegt das Terrain meist über 260 oder gar 270 m ü. NHN. In Richtung der beiden langen Wasserscheiden im Nordnordosten bzw. Südsüdwesten fällt es zum Neckar hin dann unregelmäßig ab auf rund 190 m ü. NHN eben noch über der Flusstaleinsenkung, danach schnell ins Neckartal auf wenig über 150 m ü. NHN.
Der vom Böllinger Bach entwässerte Teil des Kraichgaus umfasst eine überwiegend offene Landschaft, die von Feldern dominiert ist, ihre Waldanteile liegen in Inseln an den vor allem westlichen Rändern, daneben auch in einem Waldriegel auf dem Grundelbach-Abschnitt zwischen Bonfeld und Biberach, der fast das ganze Einzugsgebiet quert.
Das Untertal vom Eintritt in die Neckarau bis hinauf nach Biberach wird von der Verkehrsachse der A 6 durchzogen, die dann zwischen den Oberläufen Steinbach und Fürfelder Bach auf einem Hügelrücken das Einzugsgebiet nach Westen hin verlässt. Zwei Landesstraßen queren es. Die Bevölkerung lebt überwiegend konzentriert in vergleichsweise großen Dörfern, die sonst nur mit allenfalls Kreisstraßen vernetzt sind. Bahntrassen gibt es keine.
Das ganze westliche Einzugsgebiet bis zum erwähnten Waldriegel östlich von Bonfeld gehört zum Stadtgebiet von Bad Rappenau. Abwärts davon teilen sich das Stadtgebiet von Heilbronn im Süden, das meist über den Bachlauf nördlich hinausreicht, das von Bad Wimpfen links des Mittellaufs sowie das von Neckarsulm überwiegend links des Unterlaufs in die Landschaft.

### Zuflüsse und Seen
Hierarchische Liste der Zuflüsse und  Seen von der Quelle zur Mündung. Gewässerlänge, Seefläche und Einzugsgebiet und Höhe nach den entsprechenden Layern auf der Onlinekarte der LUBW. Andere Quellen für die Angaben sind vermerkt.
Quelle des obersten Laufabschnitts Krebsbach des Böllinger Bachs auf etwa 266 m ü. NHN westnordwestlich von Bad Rappenau-Treschklingen in den  Rohrwiesen vor dem Forlenwald. Nach anfangs ostnordöstlichem Lauf schwenkt er sehr schnell auf südöstlichen Kurs.
- Zipbach, von links und Nordwesten auf etwa 212 m ü. NHN wenig unterhalb von Treschklingen, 1,4 km und ca. 0,7 km².[LUBW 7] Entsteht auf etwa 255 m ü. NHN wenig nordöstlich außerhalb von Treschklingen an der K 2041 nach Babstadt.
- Steinbach, von rechts und Westen auf etwa 210 m ü. NHN nur etwa 200 Meter nach dem vorigen, 2,5 km und ca. 4,2 km².[LUBW 7] Entsteht auf etwa 232 m ü. NHN östlich des Bad Rappenauer Karlshofs in einer Wiesenbucht zwischen den bewaldeten Hügeln Kohlplatte im Norden und Platte (268,1 m ü. NHN[LUBW 8]) im Süden. Der Krebsbach hat an diesem Zusammenfluss erst eine Länge von 3,1 km und ein Einzugsgebiet von ca. 3,2 km².[LUBW 7] Ab diesem Zufluss heißt der Bach dann zunächst Treschklinger Bach und fließt nun ostsüdöstlich.
  - Rohrwiesenbach, von links und Westnordwesten auf etwa 210 m ü. NHN nur etwa 20 Meter vor der Steinbach-Mündung, 2,2 km und ca. 1,6 km².[LUBW 7] Entsteht auf etwa 248 m ü. NHN am Nordrand des Ilmenwaldes. Die Topographische Karte zeigt an diesem „Ursprung“ dagegen einen Waldbachzusammenfluss, der längere und höher entspringende linke Zweig beginnt seinen Lauf etwa 0,6 km[LUBW 9] weiter westlich im Ilmenwald auf etwa 268 m ü. NHN.
- Speist auf unter 204 m ü. NHN einen Teich rechts am Lauf kurz vor einer Gärtnerei moch westlich der L 549 bei den Bonfelder Treulosweghöfen, unter 0,1 ha.
- Fürfelder Bach, von rechts und Westen auf etwa 202 m ü. NHN am Südrand des Schlossparks von Bonfeld, 5,2 km und 8,7 km². Entsteht als Mühlbach oder wohl eher Lehlesbach[LUBW 10] auf etwa 243 m ü. NHN als Feldweggraben neben der B 39 Kirchardt–Fürfeld im Feldgewann Alt Fürfeld. Der Hauptstrang aus Krebsbach und Treschklinger Bach hat hier eine Länge von 5,8 km und ein Einzugsgebiet von 9,2 km². Ab diesem Zufluss heißt der Bach Grundelbach.
  - Benzgraben, von rechts und Südwesten auf etwa 211 m ü. NHN in Fürfeld verdolt unter der Heilbronner Straße, 1,9 km und ca. 1,9 km².[LUBW 7] Entsteht auf etwa 235 m ü. NHN zwischen Feldern im Stöckach. Ab diesem Zulauf heißt der bisherige Mühlbach nun Fürfelder Bach.
    - (anderer Benzgraben-Zweig), von rechts und Südosten auf etwa 222 m ü. NHN wenig südlich der Ortsgrenze von Fürfeld an der Massenbachhausener Straße (L 1107), 0,8 km und ca. 0,6 km².[LUBW 7] Entsteht auf etwa 242 m ü. NHN neben einer Aussiedlerhofgruppe an der L 1107. Durchweg Feldweggraben.

  - (Feldweggraben vom Seufertsberg), von rechts und Südwesten auf etwa 202 m ü. NHN an der Anschlussstelle Bad Rappenau der A 6, 1,5 km und ca. 1,2 km².[LUBW 7] Entsteht auf etwa 232 m ü. NHN neben der B 35 an der Nordostecke des Waldgebietes Stöckach.
- (Feldweggraben von der A 6), von rechts und Südwesten auf etwa 197 m ü. NHN am Südrand von Bonfeld aus einer Verdolung unter Kirchhausener Straße, 1,2 km und ca. 0,7 km².[LUBW 7] Entsteht auf etwa 224 m ü. NHN neben der A 6 nahe einer Häusergruppe in den Gerstenäckern.
- Seelesbach, von links und Nordnordwesten auf etwa 194 m ü. NHN wenig oberhalb der Oberen Mühle von Bonfeld, 2,6 km und ca. 3,4 km².[LUBW 7] Entspringt auf 225,6 m ü. NHN dem Erlenbrunnen am Ostrand des Bonfelder Gemeindewalds.
  -  Speist auf etwa 217 m ü. NHN dessen zwei Vorteiche und den Bonfelder Weiher, zusammen 0,9 ha.
  - (Feldweggraben aus dem Keßlergrund), von rechts und Westnordwesten auf etwa 210 m ü. NHN westlich des Hungerbergs (246,9 m ü. NHN[LUBW 8]), 0,9 km und ca. 0,9 km².[LUBW 7] Entsteht auf etwa 219 m ü. NHN am Südrand des Gemeindewalds.
- (Bach aus der Drachklinge), von rechts und Südwesten auf etwa 193 m ü. NHN gegenüber der Oberen Mühle, 0,6 km und ca. 0,4 km².[LUBW 7] Entsteht auf etwa 218 m ü. NHN neben einem Feldweg.
- Mühlbach, nach und von links auf etwa 193–190 m ü. NHN zwischen Kläranlage und der Unteren Mühle von Bonfeld, 0,4 km.
- Grasbach, von links und Norden auf etwa 187 m ü. NHN am Beginn eines beidseits hangbewaldeten Talabschnitts nahe dem Dreiländereck Bad Rappenau/Heilbronn/Bad Wimpfen, 1,9 km und ca. 3,0 km².[LUBW 7] Entsteht auf etwa 225 m ü. NHN östlich des Hungerbergs am Rand des Bonfelder Walds, den er dann entlangfließt.
- Seebuckelgraben, von rechts und Südwesten auf etwa 178 m ü. NHN wenig unterhalb der Grundelbachbrücke der K 9560 Bonfeld–Biberach, 1,2 km und ca. 1,4 km².[LUBW 7] Entsteht auf etwa 221 m ü. NHN in den Fuchslöchern westlich von Biberach. Unbeständig.
- Michelbach, von links und Nordnordwesten auf etwa 176 m ü. NHN wenig vor Biberach, 2,2 km und 3,3 km². Entsteht auf etwa 233 m ü. NHN in der Krötenweide nördlich der Wimpfener Allmend-Siedlung. Ab diesem Zufluss heißt der Bach Böllinger Bach.
  -  Speist einen Teich rechts am Lauf auf etwa 214 m ü. NHN bei der Allmend-Siedlung, 0,1 ha.
- (Mühlkanal zur Alten Mühle von Biberach), rechtsseits etwa von 174–172 m ü. NHN, 0,4 km.
- Kimbach[LUBW 11], von links und Norden auf etwa 168 m ü. NHN an der Bachbrücke der Unterlandstraße (K 9560) im abwärtigen Biberach, 4,2 km und ca. 4,5 km².[LUBW 7] Entsteht auf etwa 227 m ü. NHN zwischen dem Siedlungsrand von Wimpfen und der Allmend im Südwesten davon.
- Allmendgraben, von rechts und Südosten auf etwa 146 m ü. NHN nach den letzten Gewerbegebäuden Biberachs um die Lilienthalstraße, 1,4 km und ca. 1,4 km².[LUBW 7] Entsteht auf etwa 197 m ü. NHN westlich des Neuböllinger Hofs.
  -  Durchfließt auf etwa 195 m ü. NHN zwei Kleinteiche kurz nach dem Ursprung, zusammen unter 0,1 ha. Zumeist Weggraben.
  - (Anderer Ast des Allmendgrabens), von links und Westsüdwesten auf etwa 180 m ü. NHN nördlich des Neuböllinger Hofs aus dem Mühlgrund, 0,8 km und ca. 0,4 km².[LUBW 7] Entsteht auf etwa 204 m ü. NHN nördlich des Hofs Konradsberg. Weggraben. Ab diesem Zufluss zieht der Böllinger Bach ungefähr östlich.
- Wächtelesgraben, von rechts und Südwesten auf etwa 155 m ü. NHN zwischen dem Altböllinger Hof und der Ausfahrt Heilbronn/Untereisesheim der A 6, 1,5 km und ca. 4,3 km².[LUBW 7] Entsteht auf etwa 181 m ü. NHN gegenüber der Südostecke des Industriegebietes um die Pfaffenstraße zwischen Altböllinger und Neuböllinger Hof.
  - (Zufluss entlang der Alexander-Baumann-Straße), von links und Westen auf etwa 170 m ü. NHN nahe der Ecke Alexander-Baumann-Straße/Grundäckerstraße, ca. 2,1 km[LUBW 9] und ca. 3,5 km².[LUBW 7] Entsteht auf etwa 193 m ü. NHN am Rand der westlichen Pfaffenstraße. Zuoberst unbeständiger Hauptast des Wächtelesgrabens neben der genannten Straße am Südrand des Industriegebietes zwischen Altböllinger und Neuböllinger Hof.
    -  Passiert auf etwa 177–174 m ü. NHN zwei Teiche, zusammen ca. 4,5 ha.[LUBW 12]
- Kehrt sich,  nur noch 50 m vom Fluss und seinem alten Mündungsort bis wenigstens 1844 entfernt[2], gegenüber dem Steinkohlekraftwerk Heilbronn nach links und Nordosten ab vom Neckar und unterquert dabei die lange Talbrücke der A 6.
- Passiert entfernt zwei Baggerseen in der weiten linken Neckartalaue beim Obereisesheimer Bad, auf rund 150 m ü. NHN, zusammen ca. 1,5 ha.[LUBW 12]

Mündung des Böllinger Bachs von links und zuletzt Südwesten auf 142,8 m ü. NHN bei Obereisesheim und gegenüber von Neckarsulm in den Neckar, etwa 250 Meter unterhalb des Stauwehrs, an dem der rechte Neckarkanal Kochendorf beginnt. Der Bach ist hier ab der Krebsbach-Quelle 16,9 km lang und hat ein Einzugsgebiet von 50,0 km².
Länge des Krebsbach-Abschnitts 3,1 km, des Treschklinger-Bach-Abschnitts 2,5 km, des Grundelbach-Abschnitts 3,8 km und schließlich des Böllinger-Bach-Abschnitts
7,5 km.

### Ortschaften
Ortschaften am Hauptstranglauf mit ihren Zugehörigkeiten; nur die Namen jeweils tiefster Schachtelungsstufe bezeichnen Siedlungsanrainer:
- Landkreis Heilbronn
  - Stadt Bad Rappenau
    - Treschklingen (Stadtteil)
      - Treschklingen (Dorf, am Krebsbach-Abschnitt)

    - Bonfeld (Stadtteil)
      - Bonfeld (Dorf, am Treschklinger-Bach- und Grundelbach-Abschnitt)
      - Obere Mühle (Hof, links am Grundelbach-Abschnitt)
      - Untere Mühle (Hof, links am Grundelbach-Abschnitt)
      - Ziegelhütte (Siedlungsplatz, im aufwärtigen Mündungswinkel des Grasbachs)
- Stadtkreis Heilbronn
  - Stadtteil Biberach (am Böllinger-Bach-Abschnitt)
    - Biberach (Dorf, am Böllinger-Bach-Abschnitt) mit der Alten Mühle

  - Stadtteil Neckargartach
    - Altböllinger Hof (Hof, rechts am Böllinger-Bach-Abschnitt)
    - Neckarau (Gewerbegebiet, am Böllinger-Bach-Abschnitt)
- Landkreis Heilbronn
  - Stadt Neckarsulm
    - Obereisesheim (Dorf, links am Neckartalrand am Böllinger-Bach-Abschnitt)
    - Neckarsulm (Mündungsbereich in unbesiedelter Flurgemarkung der Stadt selbst)

Die einzige größere Siedlung in einem Nebental ist das Bad Rappenauer Dorf Fürfeld beiderseits des nach ihm benannten Bachs. Daneben liegen in den Nebentälern und auf den begleitenden Höhen nur noch wenige Gehöfte.

## Naturräume und Geologie
Lauf und Einzugsgebiet des Böllinger Bachs liegen weit überwiegend im Naturraum des Kraichgaus, darin zunächst und lange im Unterraum Leinbachgäu. Unterhalb von Biberach wechselt der Bach in den Unterraum Gartacher Feld. Bei Heilbronn-Neckarau betritt der Bach noch am Rand der großen Flussaue und für eine kurze Strecke den benachbarten Unterraum Teileinheit Heilbronn-Wimpfener Tal des die Nordspitze des Neckarbeckens bildenden Naturraums Heilbronner Bucht.
Der überwiegende Teil des vom Böllinger Bach entwässerten Gebietes ist von Lösssediment bedeckt, dessen Ausgangsmaterial im Quartär abgelagert wurde. Einige höhere Hügelrücken im Gipskeuper (Grabfeld-Formation) vor allem an den Rändern blieben frei. Die größeren Läufe an den Hangfüßen und unteren Hängen sind von Bändern des unter dem Gipskeuper liegenden Unterkeupers begleitet. An zwei Stellen – nahe bei Fürfeld und von Bonfeld abwärts bis hinein in das Waldtal unterhalb von dessen zwei Mühlen – liegen darin kleine Fenster in den Oberen Muschelkalk, der geologisch tiefsten Schicht im ganzen Einzugsgebiet. Der Hauptstrang läuft schon unterhalb von Treschklingen in einem Auensedimentschlauch. Unterhalb von zwei kurzen talquerenden Störungen gleich abwärts von Biberach ersetzen Alte Flussschotter zumindest oberflächlich die hier aussetzenden oder abtauchenden Unterkeuperbänder zu beiden Seiten.

## Schutzgebiete
Der Böllinger Bach durchfließt in seinem Unterlauf mehrere Landschaftsschutzgebiete. Zwischen Bonfeld und Biberach ist dies das Gebiet Nr. 1.21.014 Böllingerbachtal und Michelbachtal mit 91,5 Hektar. Direkt nach Biberach berührt er ein kurzes Stück das LSG 1.21.013 Kühnbachtal, das insgesamt 87 Hektar groß ist. Entlang der Siedlung Altböllingerhof folgt auf einer Länge von rund zwei Kilometern das LSG Nr. 1.21.010 Böllinger Bach (121,5 Hektar).

### LUBW
Amtliche Online-Gewässerkarte mit passendem Ausschnitt und den hier benutzten Layern: Lauf und Einzugsgebiet des Böllinger Bachs

Allgemeiner Einstieg ohne Voreinstellungen und Layer: Daten- und Kartendienst der Landesanstalt für Umwelt Baden-Württemberg (LUBW) (Hinweise)
1. 1 2 3 4  Höhe nach dem Höhenlinienbild auf dem Hintergrundlayer Topographische Karte.
2. 1 2 3  Stauziel des Neckars zwischen den Doppelschleusen von Kochendorf und Gundelsheim, erstmals in Blau eingetragen auf dem Hintergrundlayer Topographische Karte abwärts zwischen Kocher- und Jagstmündung.
3. 1 2 3  Länge nach dem Layer Gewässernetz (AWGN).
4. 1 2  Einzugsgebiet aufsummiert aus den Teileinzugsgebieten nach dem Layer Basiseinzugsgebiet (AWGN).
5. ↑  Seefläche nach dem Layer Stehende Gewässer.
6. ↑  Einzugsgebiet nach dem Layer Basiseinzugsgebiet (AWGN).
7. 1 2 3 4 5 6 7 8 9 10 11 12 13 14 15 16 17 18  Einzugsgebiet abgemessen auf dem Hintergrundlayer Topographische Karte.
8. 1 2  Höhe nach schwarzer Beschriftung auf dem Hintergrundlayer Topographische Karte.
9. 1 2  Länge abgemessen auf dem Hintergrundlayer Topographische Karte.
10. ↑  Name Mühlbach nach dem Layer Gewässername, dagegen Name Lehlesbach nach dem damit übereinstimmenden Namens des durchflossenen Hochwasserrückhaltebeckens vor Fürfeld sowie übereinstimmend damit nach der Suche auf Geoportal Baden-Württemberg (Hinweise), die als Ergebnis eine äußerst eng dem Wasserlauf folgende Kontur eines angeblichen Gewannes Lehlesbach zeigt. Ein am Unterlauf angrenzendes Gewann heißt Lehle nach dem Layer Liegenschaften und Gewässer.
11. ↑  Der linke Hang der oberen „Kühnbach“-Mulde nach Unterqueren der K 2040 Wimpfen–Biberach trägt den Gewannnamen Kimbachberg. Auf einer Lagekarte des Lärmaktionsplans der Stadt Heilbronn (Memento vom 17. April 2015 im Internet Archive; PDF, 3,35 MB) ist der Bach mit Kimbach beschriftet. Auch der Geodatenviewer (Memento vom 5. Oktober 2015 im Internet Archive) beschriftet den Lauf mit Kimbach, was deswegen der zumindest heute lokal gebräuchliche Name zu sein scheint. Das Altdeutsche Namenbuch erwähnt auf S. 1010 für Biberach einen Kienbach, siehe bei books.google.de. Die Beschreibung des Oberamts Heilbronn von 1865 nennt auf Seite 7 sein Tal Kühnbachthal. Die LUBW-Gewässerlayer Gewässernetz (AWGB) und Gewässername scheinen sich deshalb an eine ältere (schriftliche) Namensform Kühnbach zu halten.
12. 1 2  Seefläche abgemessen auf dem Hintergrundlayer Topographische Karte.

### Andere Belege
1. 1 2  Alter Name Biberach nach dem Abschnitt zu Böllingen in der Beschreibung des Oberamts Heilbronn, Seite 324. Auf Seite 7 wird das zugehörige Tal Biberachthal genannt.
2. ↑  Den alten Mündungsort erkennt man auf der unter → Literatur verlinkten historischen Karte Württembergs.
3. ↑  Josef Schmithüsen: Geographische Landesaufnahme: Die naturräumlichen Einheiten auf Blatt 161 Karlsruhe. Bundesanstalt für Landeskunde, Bad Godesberg 1952. → Online-Karte (PDF; 5,1 MB)
4. ↑  Geologie nach Mapserver des Landesamtes für Geologie, Rohstoffe und Bergbau (LGRB) (Hinweise)